# Fåglasjön, Skåne
Fåglasjön är en sjö i Hässleholms kommun i Skåne och ingår i Rönne ås huvudavrinningsområde. Sjön är 4,9 meter djup, har en yta på 0,566 kvadratkilometer och är belägen 103 meter över havet. Sjön avvattnas av vattendraget Ybbarpsån. Vid provfiske har abborre, gädda, mört och sutare fångats i sjön.

## Delavrinningsområde
Fåglasjön ingår i det delavrinningsområde (622379-135728) som SMHI kallar för Inloppet i Svenstorpssjön. Medelhöjden är 115 meter över havet och ytan är 6,31 kvadratkilometer. Det finns inga avrinningsområden uppströms utan avrinningsområdet är högsta punkten. Ybbarpsån som avvattnar avrinningsområdet har biflödesordning 2, vilket innebär att vattnet flödar genom totalt 2 vattendrag innan det når havet efter 73 kilometer. Avrinningsområdet består mestadels av skog (61 procent) och jordbruk (10 procent). Avrinningsområdet har 0,83 kvadratkilometer vattenytor vilket ger det en sjöprocent på 11,7 procent.